# Za koga naj še molim
Za koga naj še molim? je drama Toneta Partljiča, iz leta 1980, Maribor.

## Obnova
OSEBE: 
- Ludvik, sekretar mestnega komiteja.
- Vera, njegova žena.
- Liza, aktivistka in partizanka.
- Aleksander, varnostnik v brigadi.
- Mustafa, varnostnik.
- Milan, ilegalec, potem partizanski komandir.
- Zrnkova, kmetica.
- Julka, njena hči.
- Pukmajster, Obersturmfűhrer gestapa.
- Pilz, Unterscharffűhrer gestapa.
- Hertha, njegova žena.
- Fišer, kuharica, gostilničarka, partizani, nemški vojaki.

### I
Zaradi izdaje je gestapo zajel celotni komite, za novega sekretarja izvolijo Ludvika. Ta se brani, mesto je zanj že prevroče, rad bi odšel v hosto. A Aleksander ima z njim posebne načrte; ker bi rad organiziral prav tako učinkovito varnostno službo, kot je gestapo, ukaže Ludviku, naj bo dvojni agent: Nemcem bo izdajal, kar že vedo, njemu pa prinašal poročila.

### II
Liza, preoblečena v lűkarico, v gostilni izve, da je bil izdajalec Fišer. Pride Vera, vsa v solzah: Ludvika je vzel gestapo. Liza, ki Ludviku že od prej ne zaupa, Veri naroči, naj takoj odide v hosto, sama bo šla po njene stvari in jih prinesla za njo.

### III
Cinični Pukmajster pošlje Fiserja, ki je bil prišel po nagrado za izdajstvo, na »Tirolsko«, tj. v Dachau, Ludviku pa pri zaslišanju ponudi, naj postane njihov agent. Ludvik se pusti »prepričati« in Pukmajster ga izpusti.

### IV
Ludvik sam in razdvojen pije v svojem stanovanju, svojih se boji še bolj od gestapa. Njegov strah še utrdi Liza, ki pride po Verine stvari, saj mu ne verjame, da ni imel opravka z gestapom, v obraz mu vrže, da je izdajalec. Ludvik sklene, da jo bo izdal Nemcem in se je tako znebil.

### V
Liza Aleksandru in Mustafi pove za svoj sum in zagrozi, da bo Ludvika sama likvidirala, če se ne bodo zganili oni. Aleksander jo skuša pomiriti, ni se še odrekel načrtom, ki jih ima z Ludvikom. Tega le s težavo prepriča, naj kot dvojni agent še ostane v mestu; ga pa da opazovati.

### VI
Liza nastavi Ludviku past: sestala se bosta v bunkerju pri Zrnkovih, za katerega vesta le onadva. Namesto Ludvika pridejo Nemci in ker Lize ne najdejo, odpeljejo Julko, Liza je zdaj prepričana, da Ludvik izdaja.

### VII
Ludvik preoblečen sodeluje pri gestapovskih zaslišanjih. Ko zaslišujejo Julko, se ji razkrije in jo prepriča, naj pove, kar jo sprašujejo, gestapo tako vse že ve.

### VIII
Julka je rešena, izpustijo jo, a je polna strahu in negotovosti, saj mora po sili postati Ludvikova sodelavka. On jo miri: s spretno igro na obe strani se bosta rešila, Aleksander pa ju bo spravil iz mesta. Julka, ki Ludvika že od nekdaj občuduje, se ga oklene, oba omahneta na posteljo.

### IX
Ludvik je bil partizanom izdal Pilza, ubili so ga, kar je za Pukmajstra imenitno, saj ga je bil Pilz tožil v Graz, da je »premehak«; vendar zahteva v zameno zanj res »kaj velikega«. Da bi se ga rešil, mu Ludvik pove za zborovanje aktivistov na Jablanci, kar je bil zvedel od Julke. Njo pa pošlje na planino k Aleksandru - s posebnim znakom v pismu naj mu sporoči, če je zanj tam še varno. Obenem pa ji da s seboj pismo, v katerem štabu sporoča, da je izdajalka in da naj jo likvidirajo. Po Julkinem odhodu pride Vera z Aleksandrovim sporočilom, naj Ludvik pride na planino, njegova naloga je končana. Toda Ludvik se boji, da je to past - ne bo šel, dokler mu Julka ne pošlje dogovorjenega znamenja.

### X
Julka je zaprta v štabu, zahteva pogovor z Lizo. Ko Liza pride, ji obupana pove vse: Ludvik izdaja, saj so Nemci Jablanco zažgali in ubili štiri aktiviste, njo pa je izdal še posebej - nikomur na svetu več ne verjame! Poslala mu je pismo s skrivnim znamenjem... Ko Liza odhiti z obljubo, da bo našla dokaze za njeno nedolžnost in Ludvikovo krivdo, se Julka obesi.

### XI
Vera in Ludvik čakata v Zrnkovi hiši na kurirje za pot v planino. Tedaj vdre v hišo gestapo, Ludvik mora pokazati svojo gestapovsko izkaznico. Toda gestapovci so preoblečeni partizani, ki jih je pripeljala Liza: konec je tvoje igre, Ludvik! Ko Liza sliši, da prihaja Aleksander, Ludvika ustreli. Varnostnik je divji: Ludvik je res izigraval njegova navodila, a je vedel, kaj je gestapo! Tedaj pride štab; Milan ukaže aretirati Lizo, njene ljudi, Vero in Aleksandra: nihče ne sme delati na svojo roko, iz osebnih pobud ali ambicije, če pa policija dobi preveč besede, je zmeraj narobe... Ko Zrnkova vidi mrtvega Ludvika, ve, da tudi njene Julke ni več. Ne zanima je, kdo je za vse kriv, naj gredo proč, rada bi bila sama, da bo molila - ampak za koga naj se moli?